# シャイフ・ハサン
シャイフ・ハサン（ペルシア語：شیخ حسن、Sheikh Hasan、? - 1343年）は、イルハン朝のチョバン派の指導者。チョバンの孫でティムール・タシュの子。イールカーニー派のタージュ・ウッディーン・ハサン・ブズルグ（大ハサン）に対して小ハサン（ハサン・クーチュク حسن کوچک Hasan Kuchuk）と呼ばれる。

## 生涯
チョバンの子ティムール・タシュの長男として生まれる。
1327年に祖父と父がアブー・サイード・ハンに粛清された後、チョバン家の当主となったが、ルーム地方に身を隠していた。
1338年、小ハサンはカイロに投獄された父のティムール・タシュに代わり、彼そっくりのテュルク人を偽ティムール・タシュに仕立て上げ、旧チョバン派の支持を集めて挙兵し、イールカーニー派の大ハサン、ムハンマド・ハンと対峙した。途中で大ハサンが逃亡したため、ムハンマド・ハンは捕らえられて小ハサンらに殺された。この勝利で勢いづいた偽ティムール・タシュは小ハサンをも殺害しようと考えたため、小ハサンを襲ったがグルジア王国に逃げられた。その後、偽ティムール・タシュはタブリーズを強襲したが大ハサンに破られた。小ハサンはサティ・ベクを新たなハンに擁立し、大ハサンに向かって進軍したが、両者は交渉によって和解し、解散した。しかし、大ハサンはこの和解が持続しないと考え、マーザンダラーンを支配していたトガ・ティムール・ハンに近づいた。それを知った小ハサンはトガ・ティムール・ハンとサティ・ベク・ハンを娶らせることで両者を離間させることを思いつき、両者を離間させ、実際に娶らせなかった。大ハサンはトガ・ティムール・ハンをあきらめてシャー・ジハーン・ティムールをハンに擁立した。一方、小ハサンは女では国政を執ることができないと考え、サティ・ベク・ハンの子のソルカン・シラを殺害し、サティ・ベクを廃位してスライマーンを新たなハンに即位させた。サティ・ベクはスライマーン・ハンと結婚させられた。
1341年、ホラーサーンのトガ・ティムール・ハンがイラーク・アジャーミーに侵攻し、その長官アミール・ソルカンを自軍に誘い込んだため、小ハサンは弟のアシュラフにトガ・ティムール軍の討伐を命じ、アブハル付近で敵軍を破り、ソルカンはダイラム地方に逃亡した。
1343年、小ハサンの妻イゼット・マリクがアミール・ハサン・ヤクーブ・シャーと私通したため、小ハサンはアミール・ハサン・ヤクーブ・シャーを投獄した。そのためイゼット・マリクは小ハサンが酔って寝ているときに彼を殺害した。スライマーン・ハンはイゼット・マリクを処刑し、小ハサンの莫大な財産を諸将に分配し、カラバグに帰還した。時に小ハサンによってルームのカラ・ヒサル城堡に投獄されていたソルカンはそこの守将を殺して脱獄し、小ハサンの2人の弟アシュラフとヤギ・バスティに合流してスライマーン・ハンを打倒した。スライマーン・ハンはディヤール・バクルに退却した。まもなく、ソルカンとヤギ・バスティはアシュラフと不和になり、マームーリーヤ付近で交戦したが敗れて逃走した。アシュラフはアヌシルワーンという王侯を即位させたが、ハンではなくアーディル（公正）という称号をとった。